# Mathieu Ganio
Mathieu Ganio (ur. 16 marca 1984 roku w Marsylii) – francuski tancerz Baletu Opery Paryskiej.
Rozpoczął naukę baletu w wieku siedmiu lat. Ukończył École Nationale Supérieure de Danse de Marseille, a następnie podjął naukę w Paris Opera Ballet School. Dołączył do zespołu Opery Paryskiej w 2001 roku. W 2004 otrzymał tytuł danseur étoile, najwyższy rangą stopień w Balecie Paryskiej Opery. W 2005 roku za rolę w Jamesa w Sylfidzie otrzymał nagrodę Benois de la Danse przyznawaną wybitnym tancerzom. Do jego licznych ról należą m.in. książę Albert w Giselle, Frantz w Coppélia, Basilio w Don Kichocie, książę Desire w Śpiącej Królewnie, książę Zygrfyd w Jeziorze Łabędzim, Eros w Psyche oraz Saint-Loop w Proust, czyli bicie serca.
Jest synem tancerki Dominique Khalfouni oraz tancerza Denisa Ganio. Jego siostra Marine Ganio również wstępuje w Balecie Opery Paryskiej.